# Vatnsdalur

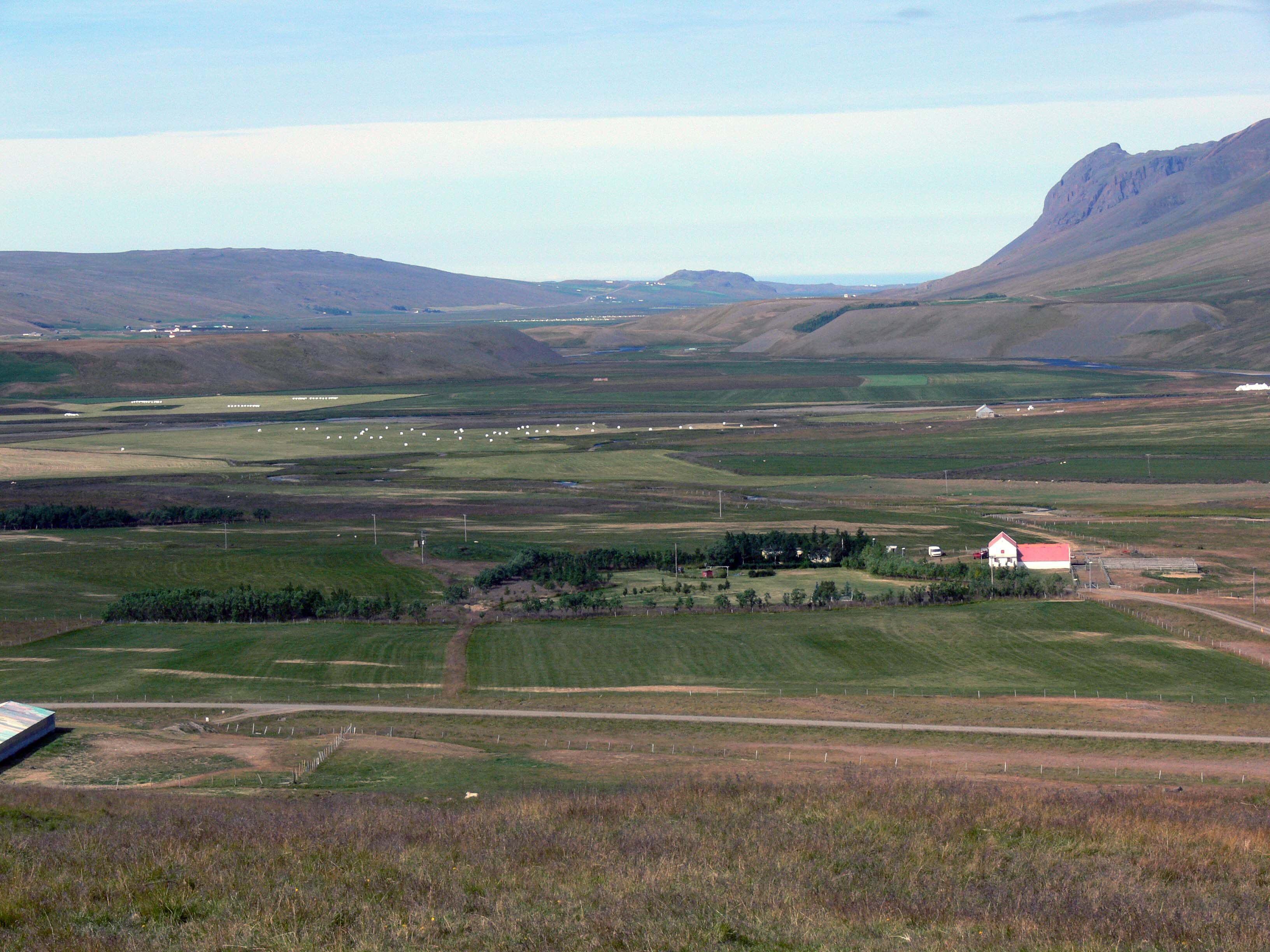
Vatnsdalur.

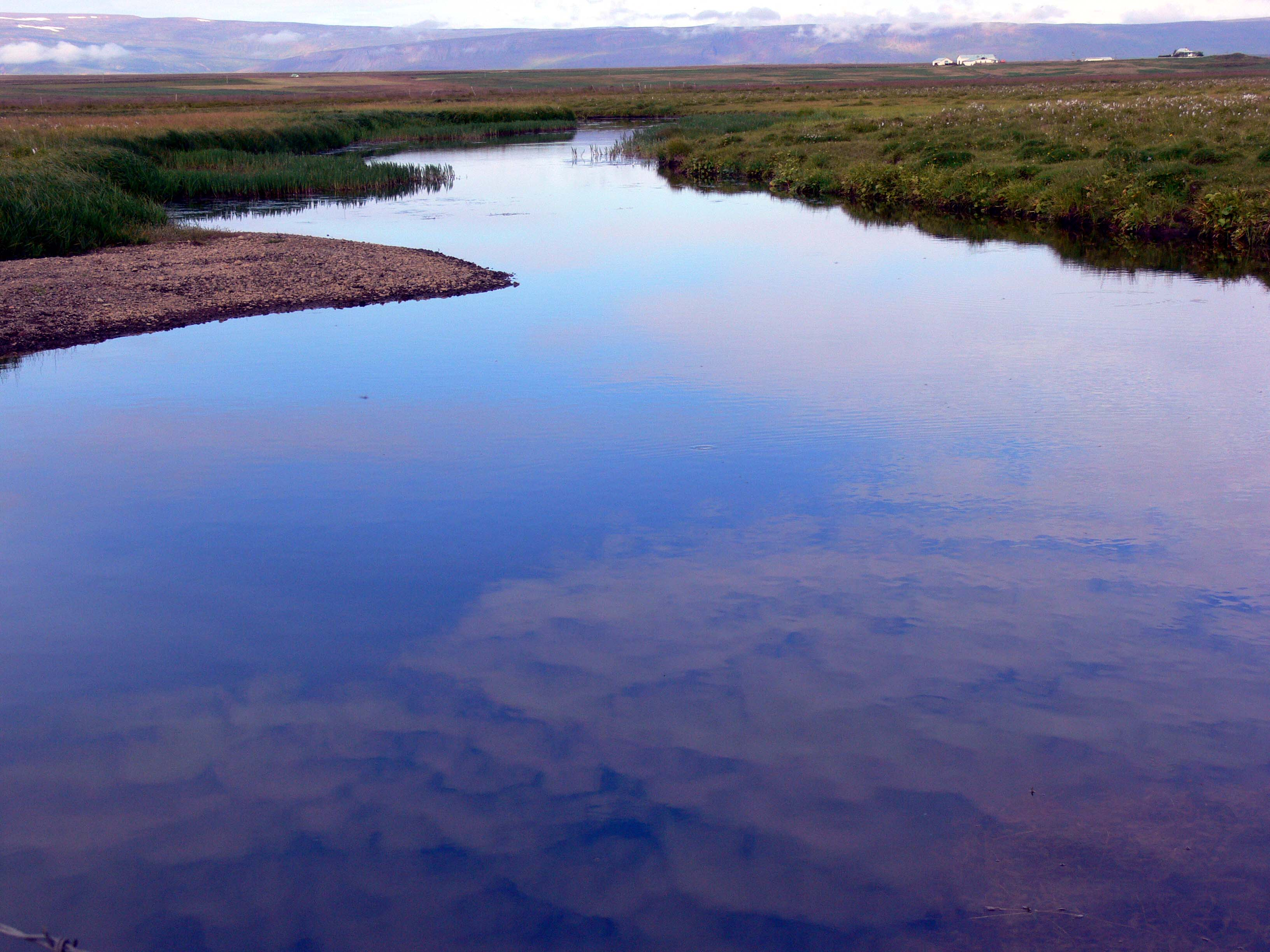
Vatnsdalur.

Vatnsdalur é um vale do norte da Islândia, situado a sudeste de  Blönduós e a este de Hóp. Tem uma extensão de 25 km.